# Herzogtum Niederbayern
Das bayerische Teilherzogtum Niederbayern existierte von 1255 bis 1340. In der Bayerischen Landesteilung von 1255 teilten die Brüder Heinrich XIII. und Ludwig II., nachdem sie seit dem Tod ihres Vaters Otto II. im Jahr 1253 gemeinsam über ganz Bayern und die Pfalzgrafschaft bei Rhein regiert hatten, wegen Meinungsverschiedenheiten am 28. März ihr Herrschaftsgebiet. Ludwig der Strenge erhielt dabei die pfälzische Kurwürde samt zugehörigem Herrschaftsbereich und das Herzogtum Oberbayern, Heinrich XIII. das Herzogtum Niederbayern mit der Residenzstadt Landshut. Unter Heinrichs Nachkommen wurden die Herrschaftsgebiete zeitweise aufgeteilt (Burghausen, Deggendorf), während das Erzbistum Salzburg an Unabhängigkeit gewann.
Nach dem Tod Herzog Johanns I. 1340 vereinigte Ludwig der Bayer Niederbayern und Oberbayern wieder.
Gelegentlich werden auch das Regierungsgebiet der Herzöge Stephan II., Wilhelm I. und Albrecht I. zwischen dem Landsberger Vertrag von 1349 und dem Regensburger Vertrag von 1353, das von Stephan II. zwischen 1353 und 1363 bzw. 1375 regierte Territorium, das von seinem Sohn Friedrich zwischen 1376 und der Landesteilung von 1392 verwaltete Gebiet oder das zwischen 1392 und 1503 bzw. 1505 bestehende Teilherzogtum Bayern-Landshut als Niederbayern bezeichnet.

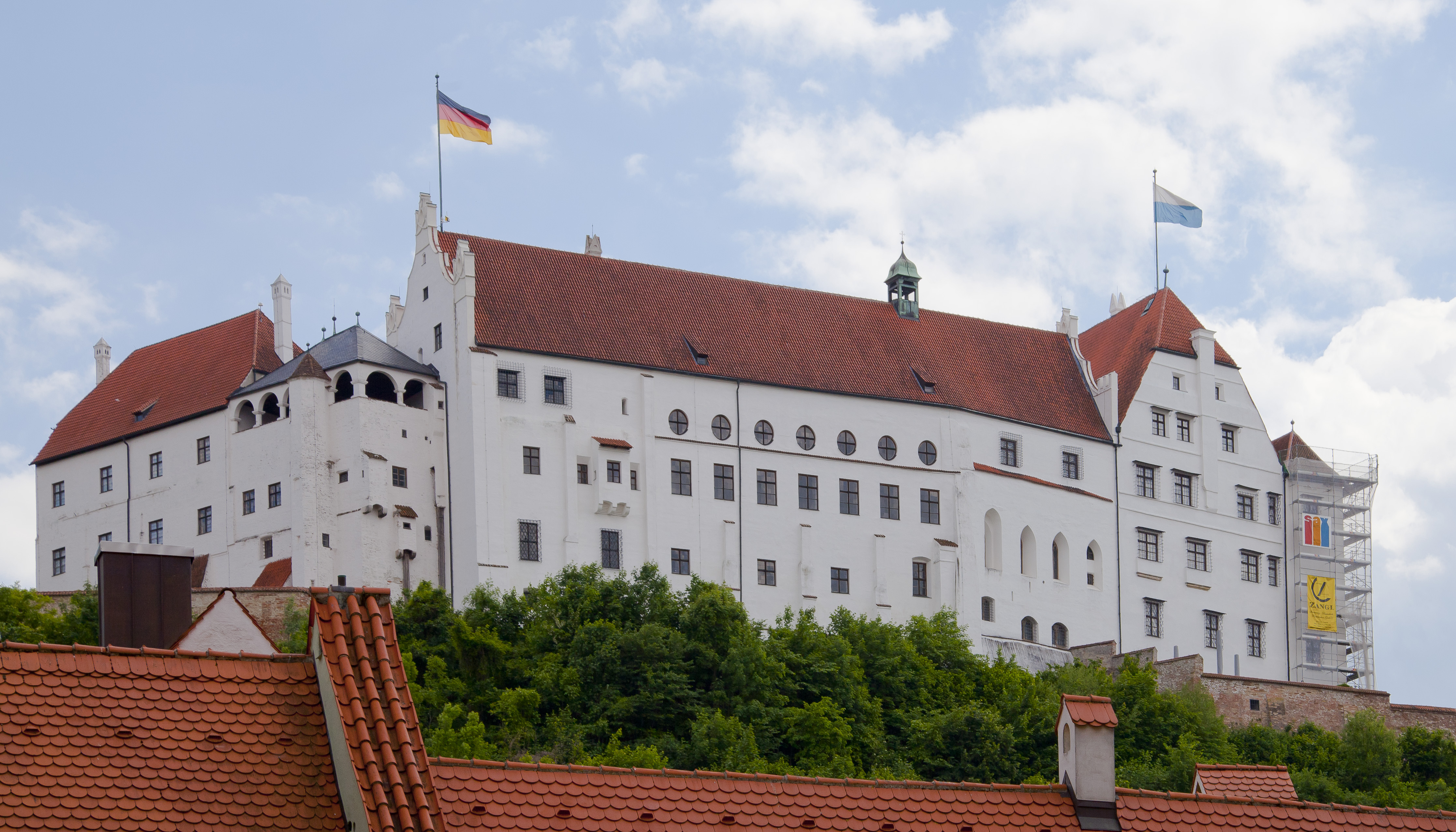
Burg Trausnitz in Landshut
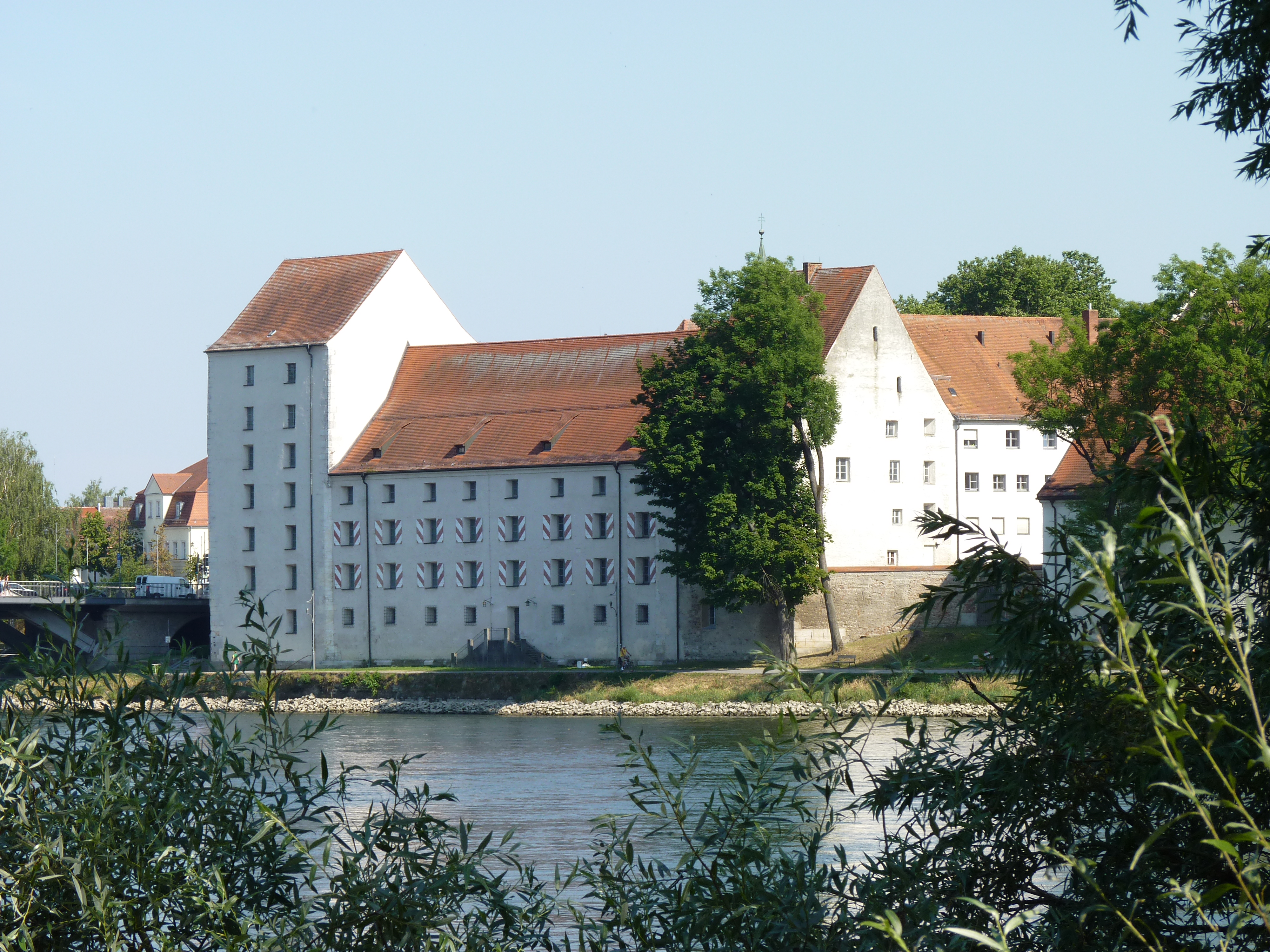
Schloss Straubing
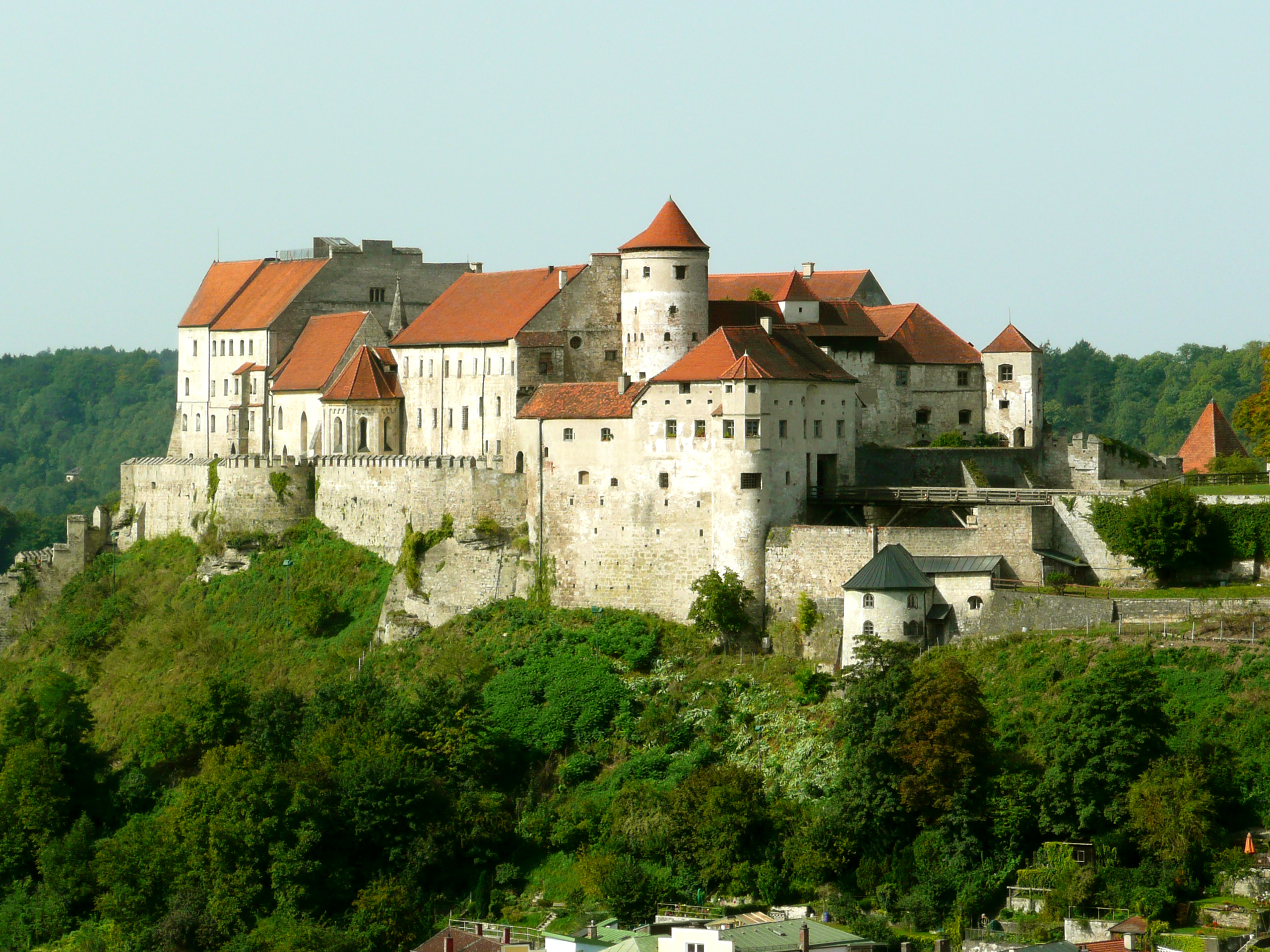
Burg zu Burghausen

## Liste der Herzöge von Niederbayern
Obwohl die bayerischen Herzöge im Allgemeinen unabhängig davon nummeriert werden, wo sie regiert haben, gibt es für die niederbayerischen Herzöge namens Heinrich eine Ausnahme: Sie werden nach ihrer Reihenfolge in Niederbayern nummeriert. So ist Heinrich XIII. von Bayern auch Heinrich I. von Niederbayern.
| Name                | Regierungszeit                                                                     | Abstammung                |
| ------------------- | ---------------------------------------------------------------------------------- | ------------------------- |
| Heinrich XIII. (I.) | 1253–1255 Herzog von Bayern, 1255–1290 Herzog von Niederbayern                     | Sohn Ottos II.            |
| Otto III.           | 1290–1312 Herzog von Niederbayern, 1305–1307 König von Ungarn                      | Sohn Heinrichs XIII. (I.) |
| Ludwig III.         | 1290–1296 Herzog von Niederbayern                                                  | Sohn Heinrichs XIII. (I.) |
| Stephan I.          | 1290–1310 Herzog von Niederbayern                                                  | Sohn Heinrichs XIII. (I.) |
| Heinrich XIV. (II.) | 1310–1339 Herzog von Niederbayern, bis 1312 unter Vormundschaft Ludwigs des Bayern | Sohn Stephans I.          |
| Otto IV.            | 1310–1334 Herzog von Niederbayern                                                  | Sohn Stephans I.          |
| Heinrich XV. (III.) | 1312–1333 Herzog von Niederbayern                                                  | Sohn Ottos III.           |
| Johann I.           | 1339–1340 Herzog von Niederbayern                                                  | Sohn Heinrichs XIV. (II.) |

## Zeitleiste
Die oberbayerischen Herzöge sind rot, die niederbayerischen gelb und die gesamtbayerischen orange dargestellt.